# Galleria dei dipinti antichi della Cassa di risparmio di Cesena
La Galleria dei dipinti antichi di Crédit Agricole Italia e della Fondazione Cassa di Risparmio di Cesena è una collezione che conserva dipinti principalmente di scuola emiliana e romagnola riuniti dalla Fondazione e dalla allora Cassa di Risparmio di Cesena, nel corso di più decenni di attività collezionistica.

## Collezione
La collezione è costituita da oltre ottanta opere, che dal Rinascimento romagnolo, rappresentato dalle tavole di Marco Palmezzano, giungono al barocchetto bolognese di Nicola Bertuzzi, passando attraverso l'età raffaellesca dei Bagnacavallo, di Girolamo Marchesi da Cotignola e Luca Longhi, il manierismo emiliano di Prospero Fontana, della figlia Lavinia e di Bastianino, il Seicento di Lionello Spada, Lanfranco, Guercino e Cagnacci fino all'età barocca di Canuti, Viani, Creti e Crespi. Altri dipinti documentano le relazioni della pittura emiliana con altre aree geografiche, quali la Toscana e il Veneto.
Alcune linee guida l'hanno ispirata. In primo luogo il progetto di dare vita ad una collezione di pittura antica che illustri momenti significativi della tradizione artistica in Emilia e in Romagna,dal Quattrocento al Settecento; inoltre l'intenzione di recuperare opere importanti, che antiche e moderne vicende dispersive avevano allontanato dai luoghi di produzione; infine l'istituzione di un autentico museo pubblico, di libero accesso a tutte le persone interessate. Dal 1991 è presente un percorso museale al primo piano della sede locale di Crédit Agricole Italia, precedentemente sede centrale della Cassa di Risparmio di Cesena.
| Autore                                                |                                                                                | Opere |
| ----------------------------------------------------- | ------------------------------------------------------------------------------ | --- |
| "Maestro dei Baldraccani"                             | attivo in Romagna nell'ultimo decennio del XV secolo                           | Madonna adorante il Bambino |
| Giovanni Francesco Barbieri, detto il Guercino        | Cento 1591 - Bologna 1666                                                      | Sant'Agnese |
| Giovanni Antonio Bazzi, detto il Sodoma               | Vercelli 1477- Siena 1549                                                      | Sacra Famiglia con san Giovanni Battista |
| Nicola Bertuzzi, detto l'Anconitano                   | 1710 ca. - Bologna 1777                                                        | Mosè e il serpente di bronzo |
| Pietro Paolo Brocchi da Imola                         | doc. a Bologna nel 1497                                                        | Cristo alla colonna |
| Domenico Brusasorci                                   | Verona 1515 ca - 1567                                                          | Suicidio di Cleopatra |
| Baldassarre Carrari                                   | Forlì, attivo dal 1489 al 1516                                                 | I santi Cristoforo e Stefano |
| Benedetto Coda                                        | doc. a Rimini dal 1495 al 1533                                                 | San Gerolamo penitente nel paesaggio |
| Guido Cagnacci                                        | Santarcangelo di Romagna 1601 - Vienna 1663                                    | Allegoria della Vanitas e della Penitenza; Sant'Andrea |
| Denys Calvaert                                        | Anversa? 1540 ca. - Bologna 1619                                               | Martirio di santa Caterina d'Alessandria; Suicidio di Cleopatra; Cristo risana gli infermi                                                                                       |
| Domenico Maria Canuti                                 | Bologna 1626-1684                                                              | Madonna con il Bambino e san Giovannino; Miracolo della mula |
| Bartolomeo Cesi                                       | Bologna 1556-1629                                                              | Crocifisso con la Madonna e i santi Giovanni evangelista, Marco e Antonio abate                                                                                                  |
| Giuseppe Maria Crespi                                 | Bologna 1665-1747                                                              | Sacra Famiglia con i santi Giovannino, Elisabetta, Zaccaria, Gioacchino e Anna                                                                                                   |
| Donato Creti                                          | Cremona 1671 - Bologna 1749                                                    | Morte della Vergine |
| Ferrau Fenzoni                                        | Faenza 1561/62-1645                                                            | Conversione di san Paolo |
| Francesco Ferdinandi, detto l'Imperiali               | Milano 1679 - Roma1740                                                         | Sacrificio di Noè |
| Sebastiano Filippi, detto il Bastianino               | Ferrara 1532 ca. - 1602                                                        | Sacra Famiglia con san Giovannino |
| Lavinia Fontana                                       | Bologna 1552 - Roma 1614                                                       | Adorazione dei pastori |
| Prospero Fontana                                      | Bologna 1512-1597                                                              | Matrimonio mistico di santa Caterina d'Alessandria |
| Marcantonio Franceschini                              | Bologna 1648-1729                                                              | Abbraccio tra la Giustizia e la Pace |
| Gaetano Gandolfi                                      | San Matteo della Decima, Bologna 1734 - Bologna 1802                           | Madonna del rosario con il Bambino benedicente sulle nubi |
| Ubaldo Gandolfi                                       | San Matteo della Decima, Bologna 1728 - Ravenna 1781                           | Ritratto di Anna Maria Banzi Cavazzi |
| Benedetto Gennari                                     | Bologna 1633-1715                                                              | Giovane venditrice di pollami e selvaggina con una vecchia |
| Giovanni Lanfranco                                    | Parma 1582 - Roma 1647                                                         | Pietà; La pioggia delle coturnici |
| Luca Longhi                                           | Ravenna 1507-1580                                                              | Madonna con il Bambino e santi Sebastiano e Rocco |
| Girolamo Marchesi da Cotignola                        | Cotignola 1480 ca. - Roma, dopo il 1531                                        | Adorazione dei Magi e dei pastori |
| "Maestro di Marradi"                                  | attivo in Toscana nell'ultimo quarto del XV secolo e agli inizi del XVI secolo | Madonna in trono con bambino; Madonna con il Bambino e san Giovannino adorati da due angeli                                                                                      |
| "Maestro di San Miniato"                              | attivo in Toscana nella seconda metà del XV secolo                             | Madonna con il Bambino in trono e i santi Donato e Antonio abate |
| Marco Palmezzano                                      | Forlì 1459-1539                                                                | Madonna in trono il Bambino benedicente tra i santi Giovanni Battista e San Nicola da Tolentino; Madonna in trono con il Bambino benedicente; Cristo portacroce con un manigoldo |
| Lorenzo Pasinelli                                     | Bologna 1629-1700                                                              | Diana al bagno con le Ninfe |
| Bartolomeo Passerotti                                 | Bologna 1529-1592                                                              | Ritratto di gentildonna con cagnolino |
| Teramo Piaggio                                        | Zoagli, genova, fine sec. XV - notizie dal 1532 al 1554                        | Santa Scolastica in trono tra i santi Giovanni evangelista, Antonio abate, Sebastiano e Bernardo di Chiaravalle                                                                  |
| Bartolomeo Ramenghi, detto il Bagnacavallo            | Bagnacavallo 1484 ca. - Bologna 1542 ca.                                       | Madonna con il Bambino e i santi Francesco e Girolamo |
| Giovanni Battista Ramenghi, detto Bagnacavallo junior | Bologna 1521-1601                                                              | Sacra Famiglia con santa Caterina d'Alessandria |
| Nicolas Régnier                                       | Maubege 1590? - Venezia 1667                                                   | San Giovanni Battista alla fonte |
| Matteo Rosselli                                       | Firenze 1578-1650                                                              | Sacrificio di Isacco |
| Francesco Zaganelli                                   | Cotignola 1460/70 - Ravenna 1532                                               | Madonna con il Bambino appare ai santi Francesco d'Assisi e Girolamo |
| Santi di Tito                                         | Sansepolcro 1536 - Firenze 1603                                                | Sacra Famiglia con san Giovannino |
| Giuseppe Vermiglio                                    | Milano? 1587 ca. - ? dopo il 1635                                              | Sacrificio di Isacco |
| Cristoforo Savolini                                   | Cesena 1639 - 1677                                                             | Morte di Seneca; San Giovanni Battista nel deserto |
| Ippolito Scarsella, detto lo Scarsellino              | Ferrara 1550 ca. - 1620                                                        | Flagellazione di Cristo |
| Arcangelo di Jacopo del Sellaio                       | Firenze 1477/78-1530                                                           | Madonna con il Bambino in trono con San Benedetto e una santa monaca |
| Elisabetta Sirani                                     | Bologna 1638-1665                                                              | Madonna con il Bambino e san Giovannino |
| Giovanni Andrea Sirani                                | Bologna 1610 - 1670                                                            | Angelica si sottrae a Ruggero |
| Cristoforo Serra                                      | Cesena 1600-1689                                                               | Suicidio di Lucrezia |
| Giovanni Gioseffo dal Sole                            | Bologna 1654-1719                                                              | Artemisia con la tazza delle ceneri del marito Mausolo |
| Lionello Spada                                        | Bologna 1576 - Parma 1622                                                      | Cristo resuscita il figlio della vedova di Naim |
| Alessandro Tiarini                                    | Bologna 1577-1668                                                              | Ammon e Tamar |
| Domenico Maria Viani                                  | Bologna 1668-1711                                                              | Giove innamorato di Cerere |

## Galleria d'immagini

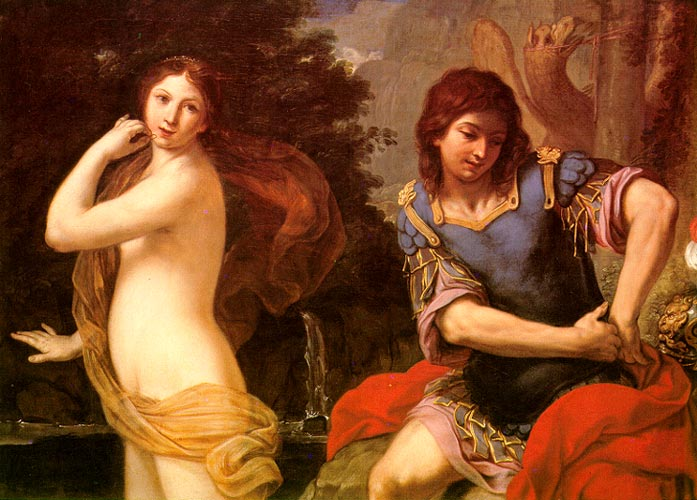
Angelica si sottrae a Ruggero con l'incantesimo dell'anello di Giovanni Andrea Sirani
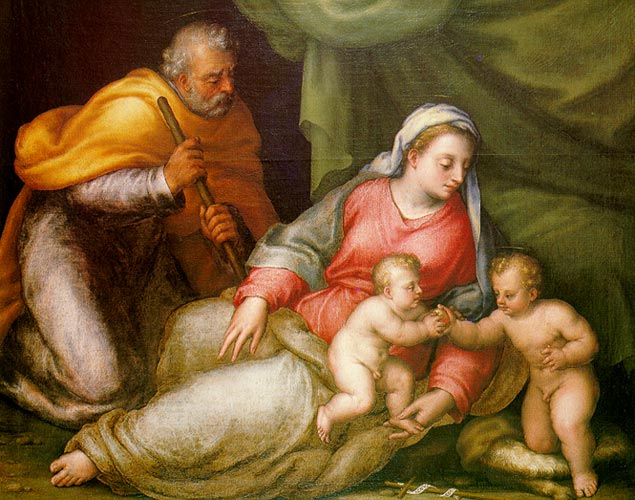
Sacra Famiglia con San Giovanni Battista di Sebastiano Filippi